# 広電五日市駅
広電五日市駅（ひろでんいつかいちえき）は広島県広島市佐伯区旭園にある広島電鉄宮島線の駅である。駅番号はM27。隣接して西日本旅客鉄道（JR西日本）山陽本線の五日市駅があり、両駅は自由通路にて結ばれ乗り換えの便が図られている。

## 歴史
当駅は1924年（大正13年）4月、宮島線の草津町駅から廿日市町駅までの区間が開通した際、その中間駅の一つとして開設された。駅の南に海老山（）があったことから当初は海老浜駅と命名される予定だったが変更され、五日市町駅（いつかいちまちえき）として開業している。駅名は1931年（昭和6年）に電車五日市駅（でんしゃいつかいちえき）に改められた。国鉄（当時）の五日市駅と区別するために広電五日市駅と称するようになったのは1961年（昭和36年）からのことである。
もともと当駅は200メートルほど西に離れた宮島線の踏切の西側にあり、五日市駅とは隣接していなかった。両駅が併設されるようになったのは1987年（昭和62年）のことであり、五日市駅の駅舎建替えにあわせて当駅が東に250メートル移設、互いの駅が通路によって連絡するようになった。なお、広電五日市駅が移設されることにより駅間距離が長くなった隣の楽々園駅との間には、同日新たに佐伯区役所前駅が新設されている。

### 年表
- 1924年（大正13年）4月6日：宮島線の草津町 - 廿日市町間の開通に際し、五日市町駅として開業[10][11]。駅舎を設置[12]。
- 1931年（昭和6年）2月1日：電車五日市駅に改称[10]。
- 1961年（昭和36年）6月1日：広電五日市駅に改称[10]。
- 1987年（昭和62年）3月27日[13]：五日市駅の位置に合わせて東に250メートルに移転[3][10]。駅舎を撤去[14]。
- 2003年（平成15年）4月20日：ダイヤ改正により、当駅折り返し電車が廃止となる。
- 2004年（平成16年）4月：定期券窓口での常備券の取扱いを終了。
- 2005年（平成17年）8月29日：この日以降、平日午前ラッシュ時の広電西広島方面乗り場および平日午後ラッシュ時の広電宮島口方面乗り場に集札係員を配置[15]。
- 2019年（平成31年）4月1日：広電西広島方面行きホームにエレベーターが設置。
- 2022年（令和4年）
  - 7月1日：この日をもって、平日午後ラッシュ時の係員による集札(広電宮島口方面行きホーム)を廃止[16]。
  - 7月22日：この日をもって、平日午前ラッシュ時の係員による集札(広電西広島方面行きホーム)を廃止[16]。

## 駅構造

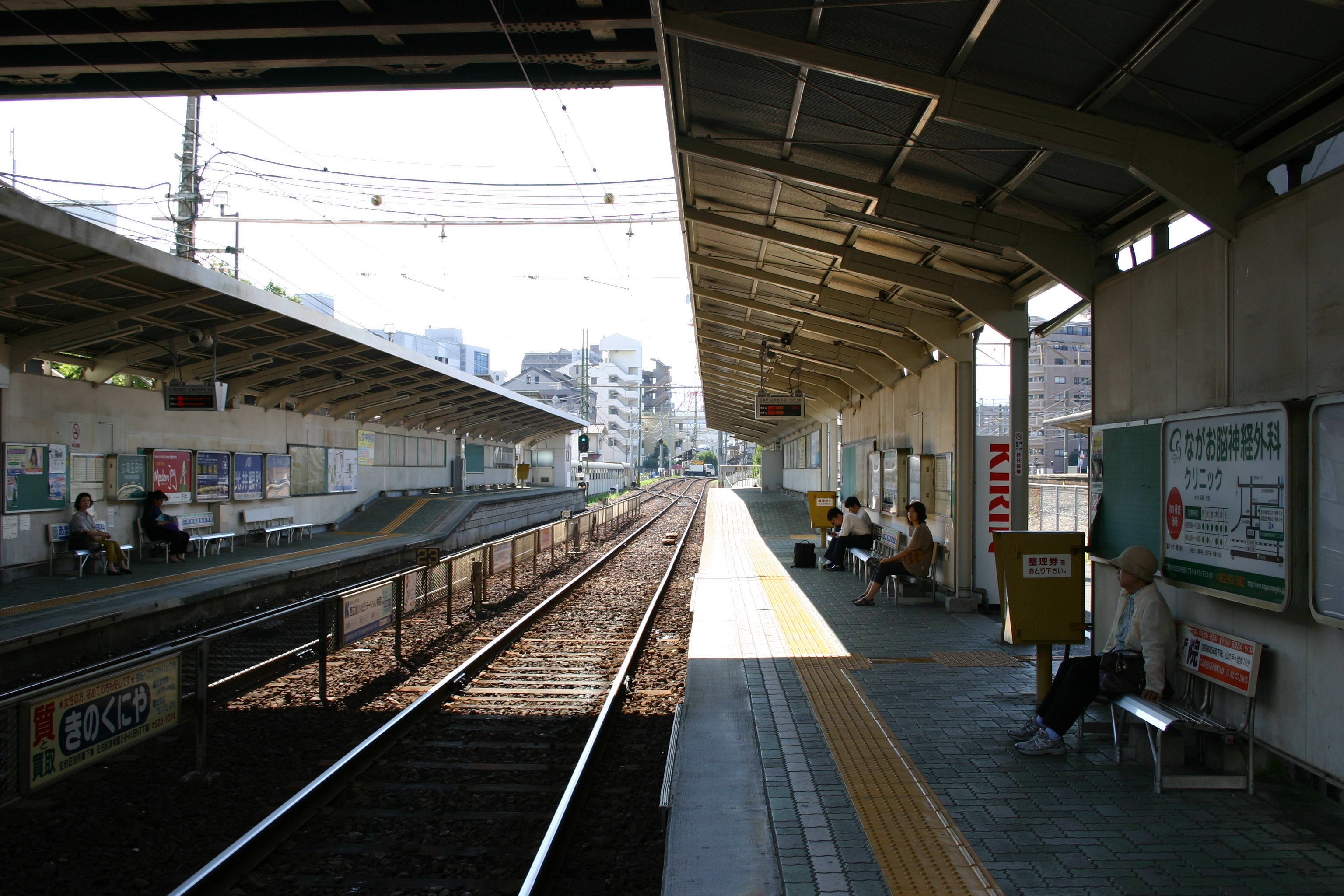
上りホームから広電宮島口方向を望む

2面2線の地上駅。線路の南側に広電宮島口駅方面へ向かう下りホーム、北側に広電西広島（己斐）駅方面へ向かう上りホームがあり、このうち下りホームに定期券販売窓口がある。下りホームの広電宮島口寄りには、かつて宮島線で運行されていた鉄道車両専用の高床ホームが残されている。五日市駅との間を結ぶ通路は跨線橋として駅をまたぐ。上りホーム側では2019年4月にエレベーターが設置されたことに伴い、停止位置が変更された。
佐伯区役所前寄りに渡り線があり、広電西広島方面からの折り返し運転が可能となっている。2003年（平成15年）春のダイヤ改正以前は早朝に当駅折返し電車があったが、それ以降は定期の折り返し列車は存在しない。

## 利用状況
以下の情報は、広島市統計書に基づいたデータである。1日平均乗車人員データは、年度毎の乗車総数を365（閏年は366）で割った値を小数点2位を丸めて小数点1位の値にした物である。広島電鉄のデータは1,000で丸めて提供されているので、1年毎ではプラスマイナス500の誤差があり、1日当たりでは1.4人程度の誤差が発生する。
| 年度               | 1日平均 乗車人員 | 1年毎 乗車総数 | 1年毎 定期 | 1年毎 定期外 | 出典        |
| ------------------ | ---------------- | -------------- | ---------- | ------------ | ----------- |
| 1998年（平成10年） | 4,076.7          | 1,488,000      | 483,000    | 1,005,000    | [ 統計 1 ]  |
| 1999年（平成11年） | 4,183.1          | 1,531,000      | 436,000    | 1,095,000    | [ 統計 1 ]  |
| 2000年（平成12年） | 3,978.1          | 1,452,000      | 403,000    | 1,049,000    | [ 統計 1 ]  |
| 2001年（平成13年） | 3,841.1          | 1,402,000      | 387,000    | 1,015,000    | [ 統計 2 ]  |
| 2002年（平成14年） | 3,926.0          | 1,433,000      | 371,000    | 1,062,000    | [ 統計 3 ]  |
| 2003年（平成15年） | 3,855.2          | 1,411,000      | 347,000    | 1,064,000    | [ 統計 4 ]  |
| 2004年（平成16年） | 3,975.3          | 1,451,000      | 331,000    | 1,120,000    | [ 統計 5 ]  |
| 2005年（平成17年） | 3,660.3          | 1,336,000      | 331,000    | 1,005,000    | [ 統計 6 ]  |
| 2006年（平成18年） | 3,693.2          | 1,348,000      | 331,000    | 1,017,000    | [ 統計 7 ]  |
| 2007年（平成19年） | 3,715.1          | 1,360,000      | 343,000    | 1,017,000    | [ 統計 8 ]  |
| 2008年（平成20年） | 3,769.8          | 1,376,000      | 370,000    | 1,006,000    | [ 統計 9 ]  |
| 2009年（平成21年） | 3,654.8          | 1,334,000      | 374,000    | 960,000      | [ 統計 10 ] |
| 2010年（平成22年） | 3,780.8          | 1,380,000      | 384,000    | 996,000      | [ 統計 11 ] |
| 2011年（平成23年） | 3,718.6          | 1,361,000      | 371,000    | 990,000      | [ 統計 12 ] |
| 2012年（平成24年） | 3,797.3          | 1,386,000      | 374,000    | 1,012,000    | [ 統計 13 ] |
| 2013年（平成25年） | 3,827.4          | 1,397,000      | 386,000    | 1,011,000    | [ 統計 14 ] |
| 2014年（平成26年） | 3,813.7          | 1,392,000      | 391,000    | 1,001,000    | [ 統計 15 ] |
| 2015年（平成27年） | 3,919.9          | 1,435,000      | 414,000    | 1,021,000    | [ 統計 16 ] |
| 2016年（平成28年） | 4,000.0          | 1,460,000      | 413,000    | 1,047,000    | [ 統計 17 ] |
| 2017年（平成29年） | 3,874.0          | 1,414,000      | 431,000    | 983,000      | [ 統計 18 ] |
| 2018年（平成30年） | 3,715.1          | 1,356,000      | 439,000    | 916,000      | [ 統計 19 ] |
| 2019年（令和元年） | 3,655.7          | 1,338,000      | 458,000    | 880,000      | [ 統計 20 ] |

## 駅周辺

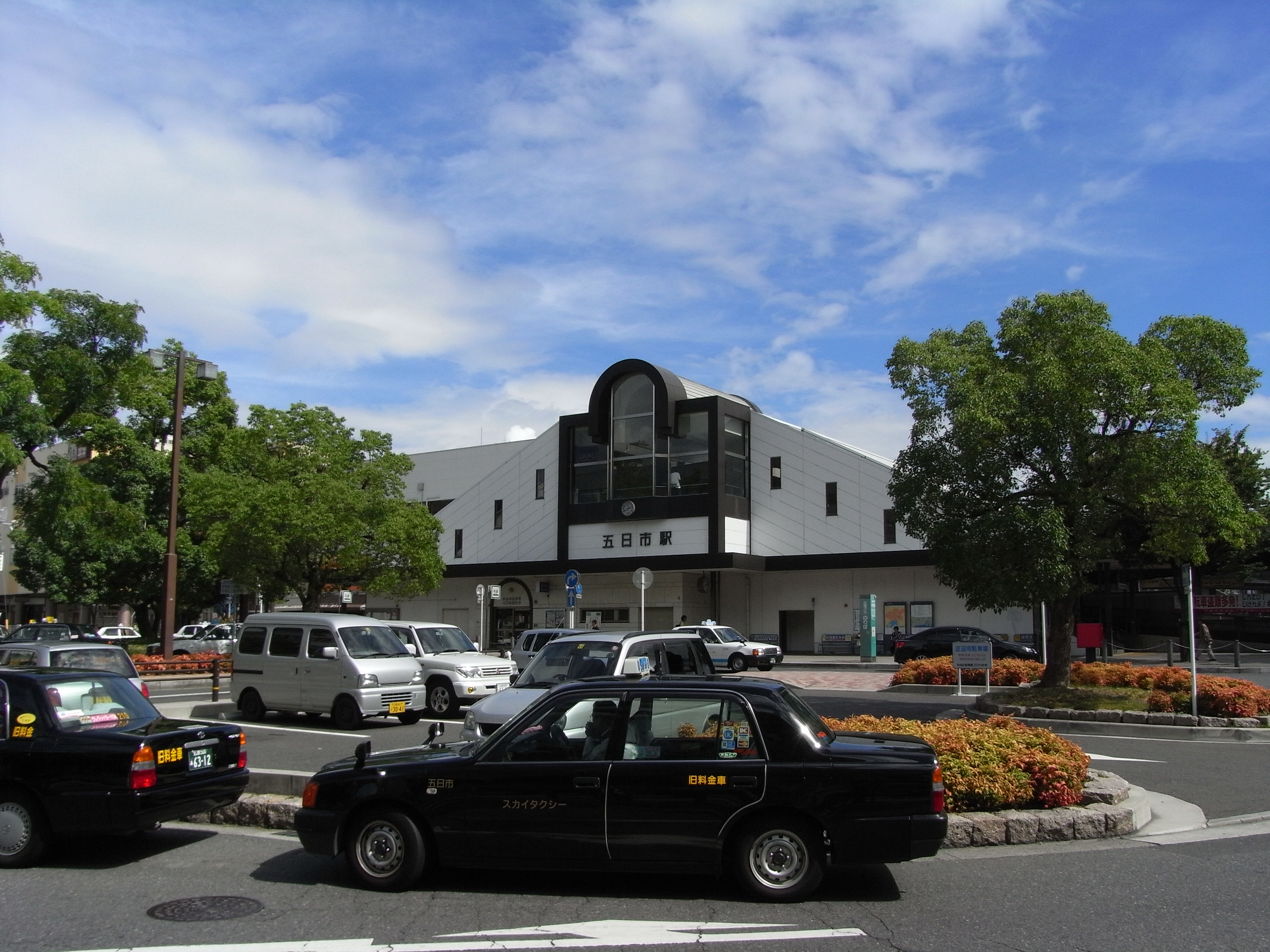
JR五日市駅 広電五日市駅北口としても機能する（2008年8月）

1987年（昭和62年）の移設に際して南口の広場が整備され、駅前にバスが乗り入れられるようになった。また駅から国道2号をまたぐ歩道橋も新設されている。
- JR西日本山陽本線 五日市駅（新白島方面 - 岩国方面）
- アヴィーユビル
  - スパーク 五日市駅前店
  - アヴィーユボウル
  - 快活CLUB 五日市駅前店
  - エニタイムフィットネス五日市店
- 五日市福屋
- フタバ図書五日市福屋店
- 広島なぎさ中学校・高等学校
- なぎさ公園小学校

## バス路線
五日市駅北口バス停と五日市駅南口バス停に広電バスが発着している。南口にはひろでんモビリティサービスが運行する五日市湾岸地区AIオンデマンドバス「SMART MOVER」（予約制）の乗降ポイントもある。
1番のりば 五日市駅北口 バス停
- 1 （岡の下橋経由）東観音台団地・薬師が丘団地・彩が丘団地・藤の木団地・免許センター・ジアウトレット広島・五月が丘・広島修道大学・広島市立大学方面

2番のりば 五日市駅北口 バス停
- 2 （中地経由）山田団地・美鈴が丘団地・美鈴が丘高校方面

五日市駅南口 バス停
- 3 東観音台線 （楽々園経由）東観音台団地方面
- 4 湯来線 杉並台・湯来温泉方面

SMART MOVER スマートストップ（乗降ポイント） 五日市駅南口（え01）
- 予約制 五日市湾岸地区AIオンデマンドバス「SMART MOVER」（スマートムーバー）のスマートストップ（乗降ポイント）

## 隣の駅
広島電鉄
■宮島線
修大協創中高前駅 (M26) - 広電五日市駅 (M27) - 佐伯区役所前駅 (M28)

#### 本文
1. ↑  “路線・電停ガイド - 宮島線”.   広島電鉄. 2015年8月11日時点のオリジナルよりアーカイブ。2017年2月12日閲覧。
2. 1 2 3  『広島電鉄開業100年・創立70年史』235・440頁
3. 1 2 3 4 5 6 7  『広電が走る街 今昔』122-125頁
4. ↑  『広島電鉄開業100年・創立70年史』72頁
5. 1 2 3 4  今尾恵介（監修）『日本鉄道旅行地図帳』 11 中国四国、新潮社、2009年、39頁。ISBN 978-4-10-790029-6。
6. ↑  『広島電鉄開業100年・創立70年史』434頁
7. ↑  「各駅哩程表」『広島瓦斯電軌株式会社経営電車沿線案内』広島瓦斯電軌、1926年。
8. ↑  開業当時の当駅のマイル程は己斐町起点4M22C[7]で、キロ程に換算すると約6.9km[5]。
9. 1 2 3 4 5  川島令三『山陽・山陰ライン 全線・全駅・全配線』 第7巻 広島エリア、講談社〈【図説】 日本の鉄道〉、2012年、14,87-88頁。ISBN 978-4-06-295157-9。
10. 1 2 3 4  『広電が走る街 今昔』150-157頁
11. ↑  「地方鉄道運輸開始」『官報』1924年4月11日（国立国会図書館デジタル化資料）
12. ↑  『広島電鉄開業100年・創立70年史』70頁
13. ↑  『広島電鉄開業100年・創立70年史』440頁では3月26日。
14. ↑  『広島電鉄開業100年・創立70年史』390頁
15. ↑  『宮島線の始終発延長、前中扉車掌廃止のご案内』（プレスリリース）広島電鉄、2005年8月23日。オリジナルの2014年7月22日時点におけるアーカイブ。2017年2月12日閲覧。
16. 1 2  “お知らせ｜広島電鉄”. www.hiroden.co.jp. 2022年7月4日閲覧。
17. ↑  “定期券販売窓口”.   広島電鉄. 2022年8月22日閲覧。
18. 1 2 3  川島令三『全国鉄道事情大研究』 中国篇 2、草思社、2009年、118頁。ISBN 978-4-7942-1711-0。
19. ↑  バス情報 路線バス 広電バス
20. ↑  SMART MOVER ひろでんモビリティサービス

#### 利用状況
1. 1 2 3  『広島市統計書』平成13年版
2. ↑  『広島市統計書』平成14年版
3. ↑  『広島市統計書』平成15年版
4. ↑  『広島市統計書』平成16年版
5. ↑  『広島市統計書』平成17年版
6. ↑  『広島市統計書』平成18年版
7. ↑  『広島市統計書』平成19年版
8. ↑  『広島市統計書』平成20年版
9. ↑  『広島市統計書』平成21年版
10. ↑  『広島市統計書』平成22年版
11. ↑  『広島市統計書』平成23年版
12. ↑  『広島市統計書』平成24年版
13. ↑  『広島市統計書』平成25年版
14. ↑  『広島市統計書』平成26年版
15. ↑  『広島市統計書』平成27年版
16. ↑  『広島市統計書』平成28年版
17. ↑  『広島市統計書』平成29年版
18. ↑  『広島市統計書』平成30年版
19. ↑  『広島市統計書』令和元年版
20. ↑  『広島市統計書』令和2年版